# توماس أوستين (لاعب كرة قدم أمريكية)
توماس أوستين (بالإنجليزية: Thomas Austin)‏ هو لاعب كرة قدم أمريكية أمريكي، ولد في 14 نوفمبر 1986 في West Point, New York ‏ في الولايات المتحدة.

## وصلات خارجية
- توماس أوستين على موقع مرجع كرة القدم المحترفة.كوم (الإنجليزية)